# Phare de Chersonèse
Le phare de Chersonèse (Херсонесский маяк) est un phare situé au bout du cap éponyme, à l'extrême ouest de la Crimée en mer Noire.

## Histoire
Ce phare a été construit en 1816.

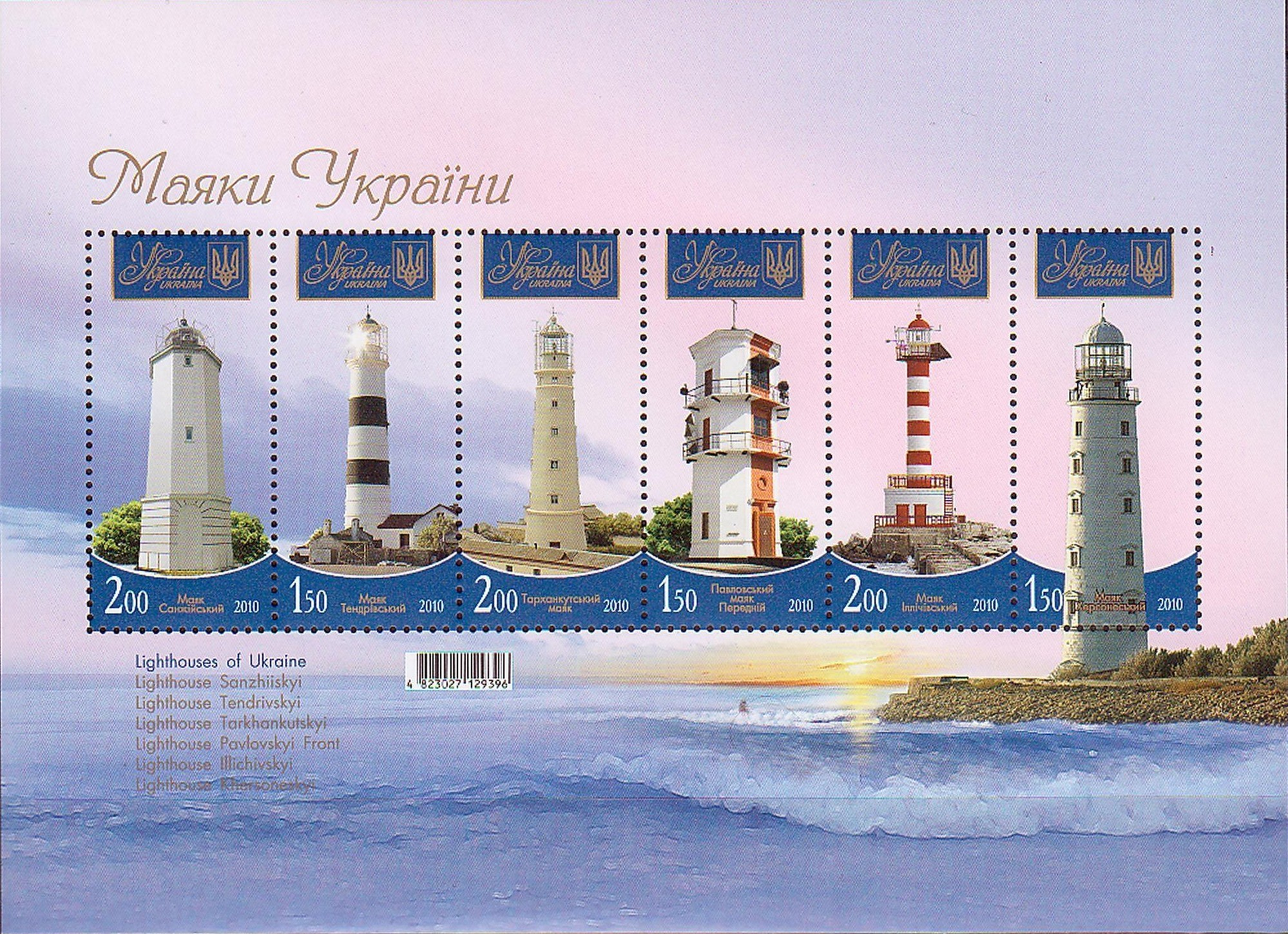
Sur une série de timbres ukrainiens.
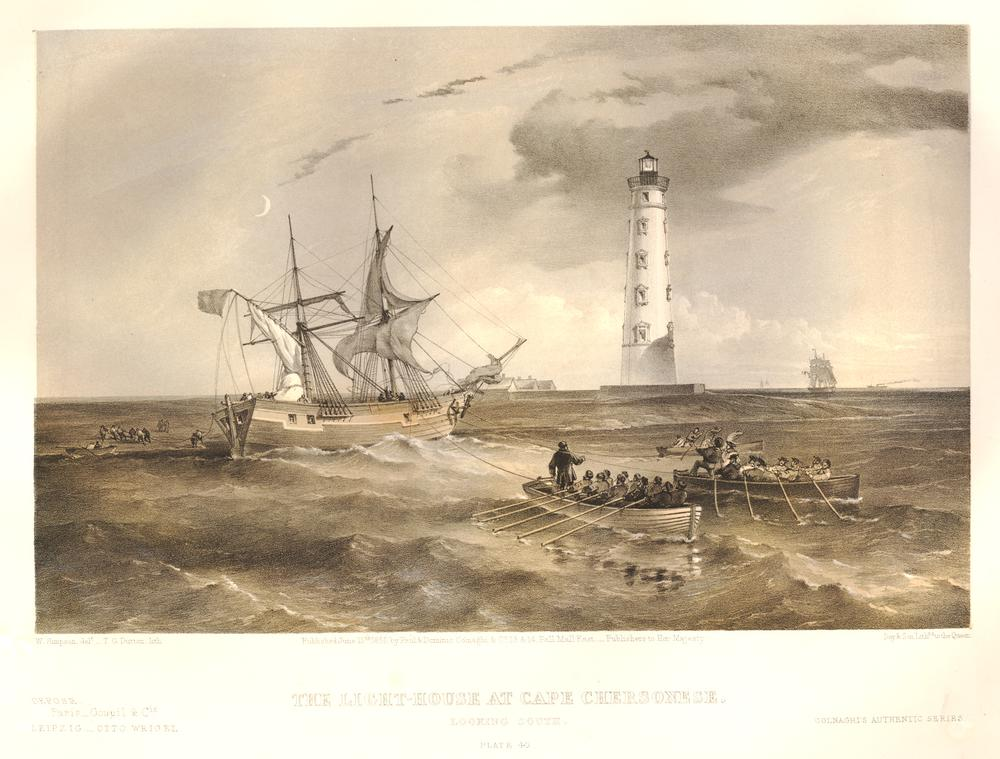
En 1855 par William Simpson illustrant la guerre de Crimée.
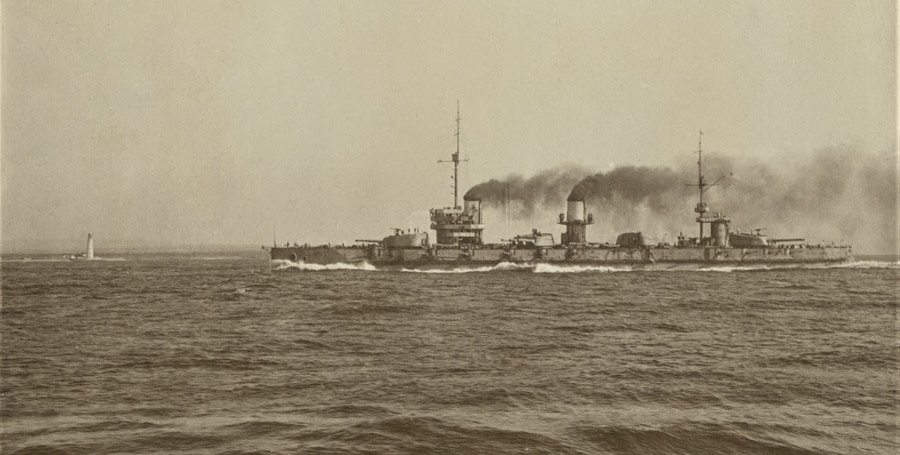
En 1915 doublé par l' Impératrice Marie.